# 唐寨镇
唐寨镇，是中华人民共和国安徽省宿州市砀山县下辖的一个乡镇级行政单位。

## 行政区划
唐寨镇下辖以下地区：
唐寨村、和谐村、戴庄村、潘坝村、山寨村、油坊村、光明村、于集村、唐集村、文庄村、侯口村、毛堂村、汪庄村和家和村。